# 아이 오브 비홀더
아이 오브 비홀더(Eye of the Beholder)는 1998년 개봉한 스릴러 영화이다. 마크 벰의 동명 소설과 클로드 밀러의 1983년 프랑스 스릴러 영화 데들리 서킷(Deadly Circuit)을 리메이크한 이 영화는 스티븐 엘리엇이 감독하고 각색했다.

## 줄거리
첩보 요원 스티븐은 상류층 자녀의 뒤를 쫓다가 연쇄 살인범 조안나와 마주친다. 조안나는 스티븐이 추적하던 남자를 살해하고, 스티븐은 그 범행을 목격한다. 스티븐은 조안나를 체포하려 하지만, 오히려 그녀를 구하려는 마음을 갖게 된다. 그는 헤어진 딸의 환영을 보며 조안나를 연약한 아이처럼 여기게 된다.
스티븐은 조안나를 따라다니며 그녀의 살인 행각을 목격한다. 그는 조안나가 불우한 가정환경에서 자랐으며, 아버지에게 버림받은 과거 때문에 남자를 증오한다는 사실을 알게 된다. 조안나는 부유한 맹인 남성과 사랑에 빠져 결혼하려 하지만, 스티븐은 그녀가 다시 살인을 저지를까 봐 불안해한다. 스티븐은 결혼식 날, 조안나의 차를 고의로 망가뜨려 그녀의 약혼자를 죽게 만든다. 
큰 슬픔에 빠진 조안나는 사막으로 도망치고, 스티븐은 계속해서 그녀를 쫓는다. 조안나는 마약 중독자에게 납치당해 폭행당하고, 스티븐은 그녀를 구해준다. 조안나는 임신 중이었지만 아이를 잃고 알래스카로 도주한다. 스티븐은 그녀를 따라 알래스카까지 가서 그녀에게 호감을 표현하지만, 조안나는 그를 거부한다.
결국 경찰과 정신과 의사가 조안나를 체포하려 나타나고, 스티븐은 그녀를 다시 구하려 한다. 그녀는 스티븐의 추적 사실을 알고 충격을 받는다. 조안나는 스티븐이 공포탄을 넣어둔 총으로 그를 쏘고 도망치지만, 스티븐은 오토바이를 타고 그녀를 따라간다. 조안나는 얼어붙은 호수에 차를 몰고 빠지고, 스티븐은 그녀를 구출하지만 조안나는 심각한 부상을 입는다. 조안나는 스티븐의 품에서 숨을 거두며 "당신에게 사랑이 있기를"이라는 말을 남긴다.

## 출연

### 주연
- 이완 맥그리거
- 애슐리 쥬드

### 조연
- 패트릭 버긴
- 케이디 랭
- 제이슨 프리스틀리
- 주느비에브 뷔졸드

## 기타
- 원작자: 마크 벰
- 공동제작: 앨 클락
- 라인프로듀서: 매논 부기
- 협력프로듀서: 그랜트 리
- 협력프로듀서: 찰스 패소
- 미술: 장-밥티스트 타드
- 의상: 리지 가디너
- 배역: 베라 밀러
- 배역: 나디아 로나